# Университетская улица (Харьков)
Университетская улица (укр. Університетська вулиця) — улица в центре Харькова, на Университетской горке. Возникла одной из первых на территории Харьковской крепости.
Первоначальное название неизвестно, так как в городе долгое время только основные магистральные улицы носили постоянные названия. В 1805 году, после открытия Харьковского императорского университета, стала называться Университетской улицей. С 1920 года, после реорганизации университетов в «Свободные Академии», в течение непродолжительного времени называлась улицей Свободной Академии. Нумерация домов ведётся от Бурсацкого спуска: западная сторона улицы чётная, восточная — нечётная. Административно улица принадлежит Шевченковскому району города Харькова.

## Описание
Улица прямая, без изгибов и поворотов, идёт почти строго с севера на юг. Берёт начало от пересечения Бурсацкого спуска и Рымарской улицы, проходит вдоль западной стороны площади Конституции до Спартаковского переулка. Далее, на Университетской горке к ней в районе Успенского собора и Университетской площади примыкают Соборный спуск и Соборный переулок. После пересечения Павловской площади на Подоле в районе Рыбной площади к ней примыкают Кооперативная и Кузнечная улицы, а далее улица заканчивается Нетеченским мостом через реку Харьков.

## История
Во время существования Харьковской крепости Университетская улица была в несколько раз короче и продолжалась от нынешней Павловской площади до начала площади Конституции. В начале XVIII века в связи с расширением крепости улица выросла в северном направлении до Бурсацкого спуска. В дальнейшем, по мере роста города, улица продлилась в южном направлении на Подол к реке Харьков. Но ещё в конце XVIII — начале XIX века русло реки располагалось севернее и поэтому улица доходила только до Рыбной улицы (ныне Кооперативная улица). Далее улица выходила на длинную плотину с водяной мельницей. В середине XIX века плотину разрушили, провели берегоукрепительные работы с одновременным переносом русла реки к югу и построили Нетеченский мост.

## Примечательные здания
- № 4. Здание построено в стиле классицизма по проекту архитектора В. Х. Немкина в 1892 году. Цоколь рустованный, фасад украшен портиком с фронтоном. В отделке применялись пилястры и красивые наличники. До революции в здании находилось Епархиальное управление Харьковской епархии. В советское время в нём располагался Центральный государственный архив Октябрьской революции и социалистического строительства УССР. C 1971 года — Центральный государственный архив научно-технической документации УССР, после распада СССР ставший Центральным государственным научно-техническим архивом Украины в городе Харькове.
- № 5. Харьковский исторический музей имени Н. Ф. Сумцова (c 1994) в здании городского ломбарда. Здание построено по проекту архитектора Б. Н. Корниенко в 1908 году. Фасад из красного кирпича выполнен в псевдодревнерусском стиле. Главный фасад, выходящий на Университетскую улицу, является трёхэтажным с рустованным первым этажом. Фасад, выходящий на площадь Конституции — пятиэтажный и оформлен скромнее, так как первоначально выходил во внутренний двор. Во время Великой Отечественной войны прилегающие здания были разрушены и дворовой фасад стал выходить на площадь Тевелева.
- № 8. Покровский монастырь:
  - Покровский собор — самое старое из сохранившихся зданий города. Храм построен казаками в 1689 году.
  - Озерянская церковь — построена в конце XIX века по проекту архитектора В. Х. Немкина в псевдовизантийском стиле. В советский период в ней размещался архив Харьковской области.
  - Архиерейский дом построен в 1820 — 1826 годах. Автор проекта неизвестен, фасад выполнен в стиле классицизма. Трёхэтажные ризалиты ограничивают двухэтажную центральную часть здания, украшенную колоннадой дорического ордера. На втором этаже между ризалитами расположена терраса. Цоколь и, частично, первый этаж выделены рустовкой.
- Дом № 9№ 9. Жилой дом построен архитектором Г. Г. Вегманом в 1953 году. Пятиэтажный дом возведён на месте ранее существовавшего гостиного ряда. На первом этаже размещены встроенные магазины.
- № 10. Здание построено в 1912 году по проекту В. Н. Покровского. Дом выполнен в стиле модерн. Первоначально в нём размещалась Жирардовская мануфактура. В советский период здание являлось одним из корпусов Харьковского исторического музея. После возвращения монастыря православной церкви, здание стало использоваться в качестве музея Харьковской епархии.
- Успенский собор — древнейший храм города Харькова, после постройки в 1657 году ещё несколько раз перестраивался. Последний каменный храм XVIII века выполнен в стиле барокко. Александровская колокольня храма высотой 89,5 метра построена в XIX веке в стиле классицизма и до 2006 года являлась высочайшим каменным зданием в городе. В соборе с 1986 года действует Дом органной и камерной музыки.

- № 16. Дом губернатора и, в дальнейшем, бывший главный корпус Харьковского императорского университета. Строительство велось на протяжении 1770 — 1777 годов по проекту московского архитектора М. Тихменева сначала архитектором Иваном (Авраамом) Вильяновым, а затем архитектором Петром Антоновичем Ярославским. Здание выполнено в стиле барокко. В оформлении фасада использовались тонко каннелюрованные пилястры ионического ордера, двухэтажные флигели частично рустованны, в нишах расположены вазы. В 1803-1805 годах при передаче дома университету небольшую реконструкцию провёл архитектор Е. А. Васильев. В середине XX века после переезда университета в новые помещения на площади Свободы, в освободившихся зданиях разместился Украинский заочный политехнический институт (УЗПИ), позже ставший Украинской государственной инженерно-педагогической академией.
- № 21. Государственный архив города Харькова расположен в здании бывшего архива Харьковского историко-филологического общества, построенного на протяжении 1904 — 1906 годов архитектором В. В. Величко.
- № 23. Центральная научная библиотека им. А. М. Горького находится в здании бывшей университетской библиотеки, построенной в 1903 году архитектором В. В. Величко в стиле классицизма с элементами неоренессанса.
- № 25. Бывший новый корпус университета, построенный на протяжении 1823 — 1831 годов архитекторами Е. А. Васильевым и И. Вателетом. Здание выполнено в стиле классицизма. Фасад украшен шестиколонным ионическим портиком с фронтоном. В доме размещалась библиотека, обсерватория, университетская домовая церковь и актовый зал. Во время Великой Отечественной войны был разрушен купол, здание получило повреждения и в 1950-е годы архитектором О. Г. Окулич-Казарин была проведена реконструкция. В помещении в 1963 году разместили двухзальный кинотеатр «Пионер», переименованный в 1973 году в «Юность». В 1990-е годы кинотеатр закрыли, а в здании разместился Украинский культурный центр «Юность».
- № 27. Учебный корпус, здание бывшего юридического факультета Харьковского императорского университета. Построено в 1909 году архитектором В. В. Величко в стиле модерн.

## Снесённые здания
По нечётной стороне в самом начале улицы у перекрёстка с Бурсацким спуском возле городского ломбарда в XIX веке построили здание пожарной части с высокой деревянной каланчой. В 1970-е годы в связи со строительством станции метро «Исторический музей» здание было снесено.
Далее, между ломбардом и Успенским собором, прерываясь только Монастырским (ныне Спартаковским) переулком, располагался Гостиный ряд, построенный в конце XVIII века. В нём располагалось множество магазинов. Разрушен во время Великой Отечественной войны советской армией в результате артиллерийских обстрелов или бомбардировок.
По чётной стороне на территории Покровского монастыря находилось здание XVIII века в стиле украинского барокко, в котором располагался Харьковский коллегиум — первое высшее учебное заведение на Левобережной Украине. В середине XVIII века в нём преподавал Григорий Сковорода. Здание коллегиума из-за ветхости снесено в 1890-х годах. От монастырских ворот и до Купеческого спуска располагались каменные торговые ряды, в которых в основном торговали ювелирными украшениями, из-за чего торговые ряды назывались Серебряной линией. Разрушены во время Великой Отечественной войны.

## Скверы и памятники
На своём протяжении улица проходит мимо четырёх скверов. В районе площади Конституции на месте разрушенного во время Великой Отечественной войны гостиного ряда между зданием городского ломбарда и Спартаковским переулком разбит сквер с размещённым в нём монументом в честь провозглашения советской власти на Украине.
Между Спартаковским переулком и Соборным спуском вниз по склону к Клочковской улице и реке Лопань спускается Покровский сквер, разбитый на месте разрушенных во время Второй мировой войны зданий Старого Пассажа. Сквер создавался на протяжении 1951—1952 годов архитекторы Г. Г. Вегман, И. Я. Жилкин, М. С. Луцкий и А. С. Маяк. В нём были разбиты цветники, посажены деревья и кустарники, проложены дорожки и построен каскад фонтанов.
Напротив Успенского собора разбит сквер с размещённым в нём Памятником борцам Октябрьской революции. Памятник, построенный по проекту архитектора Л. В. Гурова в 1957 году к 40-летию Октябрьской революции, выполнен из красного гранита в виде куба, на котором находится приспущенное бронзовое знамя. Перед памятником горит вечный огонь.
На Рыбной площади также разбит сквер, разместившийся на месте бывшего Рыбного рынка, выходящий к берегу реки Харьков.

## Транспорт
По нижней части улицы от Нетеченского моста до Павловской площади проходит трамвайная линия, по которой осуществляется движение маршрутов № 3, 5, 6 и 7. В районе Рыбной площади расположен трамвайно-троллейбусный пересадочный узел с разворотный кольцом троллейбусов № 3, 5, 6 и 49 следующих в сторону проспекта Гагарина, международного аэропорта Харьков и района ХТЗ. По улице проходят маршруты автобусов: 11, 218, 219, 241, 272, и 305.
В начале улицы в районе площади Конституции расположен пересадочный узел между Холодногорско-Заводской и Салтовской линиями метро, состоящий из станций «Площадь Конституции» и «Исторический музей». В конце улицы, за Нетеченским мостом на площади Ирины Бугримовой планируется строительство новой станции метро на Салтовской линии — «Площадь Урицкого».
Улица на всём своём протяжении двухполосная, движение автомобилей от Нетеченского моста до площади Конституции двустороннее, от площади и до Бурсацкого спуска — одностороннее.

## Университетская улица в искусстве
Университетская улица упоминается в романе Владимира Беляева «Старая крепость» (1959), а также в романе Игоря Болгарина и Георгия Северского «Адъютант его превосходительства» (1968), по которому в 1969 году был снят одноимённый историко-приключенческий пятисерийный телефильм. В романе Олеся Гончара «Человек и оружие» (1960) улица неточно именуется улицей Вольной Академии.